# David Bosch
David Bosch (ur. 22 maja 1974 roku w Igualada) – hiszpański kierowca wyścigowy.

## Kariera
Bosch rozpoczął karierę w wyścigach samochodowych w 1993 roku od startów w Hiszpańskiej Formule Renault oraz Europejskiego Pucharu Formuły Renault. W edycji europejskiej dwukrotnie stanął na podium. Uzbierane 118 punktów dało mu trzecie miejsce w klasyfikacji generalnej. W edycji hiszpańskiej 93 punkty pozwoliły mu zdobyć mistrzowski tytuł. W późniejszych latach pojawiał się także w stawce Pucharu Narodów Formuły Opel Lotus, Spanish Touring Car Championship, Euro Open by Nissan oraz 24 Hours of Barcelona.
W World Series by Nissan Hiszpan startował w latach 1998-1999. W pierwszym sezonie startów uzbierane 41 punktów dało mu jedenaste miejsce w końcowej klasyfikacji kierowców. Rok później jego dorobek punktowy wyniósł piętnaście punktów. Został sklasyfikowany na siedemnastej pozycji.